# Orchid
Orchid är det svenska metalbandet Opeths debutalbum. Albumet spelades i Unisounds studio i Finspång. Skivans omslag föreställer en orkidé. Albumet släpptes i Europa av skivbolaget Candlelight Records år 1995 och i USA två år senare under märket Century Black. Det återutgavs av Candlelight Records år 2000. Orchid är kännetecknande för Opeths stil i det att bandet på skivan blandar tunga death metal-partier med mer mjuka element.

## Inspelning
Orchid spelades in i mars 1994 i Unisounds studio i Finspång. Studion låg i källaren på ett hus mitt ute på ett fält. Samtliga bandmedlemmar bodde i Stockholm, så producenten Dan Swanö hyrde en lägenhet i Finspång åt bandet. Som basist vid inspelningen hyrde bandet in Johan DeFarfalla, som senare skulle komma att bli permanent basist i Opeth. Ingen av bandmedlemmarna hade varit med om en inspelning förut, så de var alla nervösa. När de började med att spela in trummorna var trummisen Anders Nordin orolig inför hur det skulle gå, men tagningarna gick bra och efter ungefär två dagar var trummorna färdiginspelade. Ju längre fram bandet kom i inspelningen, desto mer och mer förtjust blev Swanö i Opeths musik. När de skulle börja lägga sången var han nervös inför hur den skulle låta, men när han hörde Mikael Åkerfeldt sjunga började han skratta av förtjusning. När sedan Swanös band Edge of Sanity spelade in sitt album Crimson bidrog Åkerfeldt på gitarr och sång.
Opeth hann dock inte spela in låten "Requiem" färdigt, så det gjorde de senare i en studio i Stockholm med Pontus Norgren som medproducent. I mastringen av skivan gjordes ett misstag så att senare delen av "Requiem" kom att hamna i början på nästa spår, "The Apostle in Triumph". Mikael Åkerfeldt har uttryckt beklagan inför detta.

## Utgivning
Orchid släpptes 1995 i Europa under bolaget Candlelight Records. År 1997 släpptes albumet i USA, under Century Media Records etikett Century Black.
Skivans omslag har ett fotografi av en orkidé. Orkidén beställdes från Nederländerna inför tagningen. Bandbilden på skivomslaget togs i Sörskogen i Stockholm.

### Återutgivning
År 2000 återutgavs albumet under samma förlag. Den trycktes även upp på vinyl av holländska Displeased Records, under licens av Candlelight Records. Både återutgivningen av CD:n och vinylutgåvan innehåller bonusspåret "Into the Frost of Winter", som var en tidig demo av bandet som spelades in under en repetition 1992. Delar av det här spåret skulle senare bli låten "Advent", som finns på Opeths andra skiva, Morningrise. Den återutgivna versionen av skivan ingår också i boxen The Candlelight Years, tillsammans med skivorna Morningrise och My Arms, Your Hearse.

## Stil
Albumet visar tecken på Opeths signaturljud som kan bli funna på nästan alla deras skivor (förutom Damnation och Heritage, som är helt utan growl): blandningen mellan tunga death metal-partier och mjukare progressiva element såsom akustisk gitarr och ren sång. De flesta låtar på det här albumet är nio minuter eller längre med undantaget för "Requiem", ett kort akustiskt instrumentalt spår och "Silhouette", ett tre minuter långt pianostycke som spelades av Anders Nordin.

## Låtlista
All sångtext är skriven av Mikael Åkerfeldt, alla låtar är komponerade av Opeth.
| Nr | Titel                                | Längd |
| -- | ------------------------------------ | ----- |
| 1. | In Mist She Was Standing             | 14:09 |
| 2. | Under the Weeping Moon               | 9:52  |
| 3. | Silhouette                           | 3:07  |
| 4. | Forest of October                    | 13:04 |
| 5. | The Twilight Is My Robe              | 11:01 |
| 6. | Requiem                              | 1:11  |
| 7. | The Apostle in Triumph               | 13:01 |
| 8. | Into the Frost of Winter (Bonusspår) | 6:20  |

Källa

## Medverkande
Musiker (Opeth-medlemmar)
- Mikael Åkerfeldt – elgitarr, akustisk gitarr, sång
- Johan DeFarfalla – elbas, akustisk bas, bakgrundssång
- Anders Nordin – trummor, slagverk, piano
- Peter Lindgren – elgitarr, akustisk gitarr

Produktion
- Dan Swanö, Opeth – producent, ljudtekniker, ljudmix
- Pontus Norgren – producent
- Peter In de Betou – mastering
- Torbjörn Ekebacke – omslagskonst, foto